# Captain America II: Death Too Soon
Captain America II: Death Too Soon ist ein US-amerikanischer Fernsehfilm aus dem Jahr 1979. Die Grundlage bildete die Marvel-Comicfigur Captain America. Es handelt sich um die zweite Realverfilmung. Der Film ist die Fortsetzung zu Captain America aus dem Jahr 1979.

## Handlung
Steve Rogers wird zuerst gezeigt, wie er ein Porträt einer Frau namens Shaw skizziert, die sich bei ihm über eine Bande von Muggern beschwert, die den Erlös aus eingelösten Sozialversicherungsschecks gestohlen haben. Sie bestreitet, dass sie ihre eingelöst hat. Er bittet sie, dies zu tun, um eine Falle für die Muggers zu stellen, und springt die Falle als Captain America. In der Zwischenzeit entführt ein freiberuflicher revolutionärer Terrorist, der sich General Miguel nennt und er plant, einen nicht näher bezeichneten Krieg zu führen. Der Professor Ian Ilson zwingt ihn, seine Forschungen zur manipulativen Gerontologie fortzusetzen. Ilson hat es geschafft, sowohl eine Chemikalie zu formulieren, die das Altern beschleunigt, als auch das Gegenmittel gegen dieselbe Chemikalie. Miguel, der sich als Aufseher eines Gefängnisses in Oregon in der Nähe von Portland ausgibt, plant die fraglichen Chemikalien zu verwenden, um Portland für mehrere Millionen Dollar Lösegeld als Geiseln zu nehmen. Letztendlich treffen Rogers und Miguel direkt aufeinander und als Miguel eine Glasflasche des alternden Beschleunigers in die Luft wirft, in der Hoffnung, dass sie gegen den Körper von Captain America zerspringt, wirft der Captain seinen Schild in die Luft, wo er die Flasche zerschmettert, sodass der Alterungsbeschleuniger sie beide bespritzt. Der Kapitän erhält jedoch nur einen geringen Betrag und altert somit nur einen Monat. Miguel hingegen altert in weniger als einer Minute zu Tode.

## Produktion und Veröffentlichung
Regie führte Ivan Nagy und die Drehbücher schrieben Wilter Schiller und Patricia Payne. Der Produzent war Martin M. Goldstein. Die Musik komponierten Pete Carpenter und Mike Post. Für die Kameraführung war Vincent A. Martinelli verantwortlich. Die künstlerische Leitung lag bei David L. Synder und für den Schnitt verantwortlich war Michael S. Murphy.
Die Verfilmung erschien am 23. November auf den Sender CBS. Der Film erschien nicht wie der Vorgänger in Deutschland. Der Film wurde 1980 in Frankreich in die Kinos veröffentlicht und 2014 auf einem speziellen Filmfestival in Finnland gezeigt.